# علا حجازي
علا حجازي معلمة وفنانة تشكيلية السعودية، تعيش في جدة. تقع أعمالها ضمن الأبجدية العربية واستخدام الحبر المطبوع، كما تخشى من إعطاء أعمالها عناوين مميزة لأن العناوين برأيها تؤدي إلى تقييد نطاق الخيال. تستخدم في أعمالها الألوان الجريئة، خاصة الأحمر والأزرق.
درست الأدب والبلاغة في جامعة الملك عبد العزيز في جدة، وشاركت في عددٍ من المعارض داخل السعودية.

## الجوائز
حصلت علا على عددٍ من الجوائز، ومنها:
- جائزة مقتنيات الأعمال الصغيرة، وزارة الثقافة، الرياض 2011
- الجائزة الأولي- سمبوزيوم قطر الفني، مهرجان قطر البحري الثاني 2011.
- تكريم ملتقى الفنانات الخليجيات، مسقط 2010.
- تكريم ملتقى الأقصر للتصوير الدورة الثانية 2009.
- مسابقة السفير، المركز الثاني لعام 2009.
- تكريم بينالي الخرافي، الكويت للفن المعاصر 2008.
- مستوى أول لعامين متتالين في مسابقة الفنانات السعوديات الرياض 2003، 2004.
- جائزة المقتنيات (رعاية الشباب) الرياض 2004.
- درع تكريم من قناة التلفزيون Mbc في عام 2004
- جائزة ملون السعودية للخطوط الجوية السعودية 2003.
- جائزة أبها الثقافية المركز الثاني، جائزة الأمير خالد الفيصل، أبها 2002 .